# Nothobachia ablephara
Genre
Espèce
Nothobachia ablephara, unique représentant du genre Nothobachia, est une espèce de sauriens de la famille des Gymnophthalmidae.

## Répartition
Cette espèce est endémique du Brésil. Elle se rencontre dans les États du Piauí, du Pernambouc et de Bahia.

## Description
C'est un saurien diurne et ovipare, il est assez petits avec des pattes petites voire atrophiées.

## Publication originale
- Rodrigues, 1984 : Nothobachia ablephara: novo genero e especie do nordeste do Brasil (Sauria, Teiidae). Papéis Avulsos de Zoologia (São Paulo), vol. 35, no 28, p. 361-366 (texte intégral).